# Fjodor Glinka
Fjodor Nikolajevitj Glinka, född 19 juni 1786, död 23 februari 1880, var en rysk författare. Han var bror till Sergej Glinka och farbror till Michail Glinka.
Glinka framträdde 1808 med En rysk officers brev, som poet gjorde han sig mest känd som författare till den schwungfulla dikten Trojka med flera. Glinkas största insats har dock ansetts ligga inom hans tidigare föga beaktade kontemplativa religiösa poesi, som utmärker sig genom mystisk innerlighet och stark originalitet. Hans verk har utgetts i 3 band, 1869-72.